# 順承門
順承門，又名澎湖廳城小西門，是1885年中法戰爭後於1886年所籌建之澎湖廳城（媽宮城）的六座城門之一，與大西門並列為中華民國國定古蹟。

## 歷史
媽宮城周圍有七百八十九丈二尺五寸，牆垛七百五十個，牆身連牆垛高一丈八尺，牆根地基三尺五寸，厚二丈四尺。共設有六座城門，東門名「朝陽」，小西門稱「順承」，南門名「即敘」，而北門名「拱辰」，小南門名「迎薰」，大西門沒有設城樓，其中順承門位於馬公港邊的中山路盡西處，上有古城牆為屏，下臨馬公港灣，樓是媽宮古城殘跡裡唯一保存的門樓建築，並在民國75年（西元1986年）修成今貌。2015年進行封城修繕，該工程由澎湖縣建設處和文化局主導，大批牆垣上的植樹被砍光，工程也延宕多年，直到2018年7月才完工開放。

## 建築設計

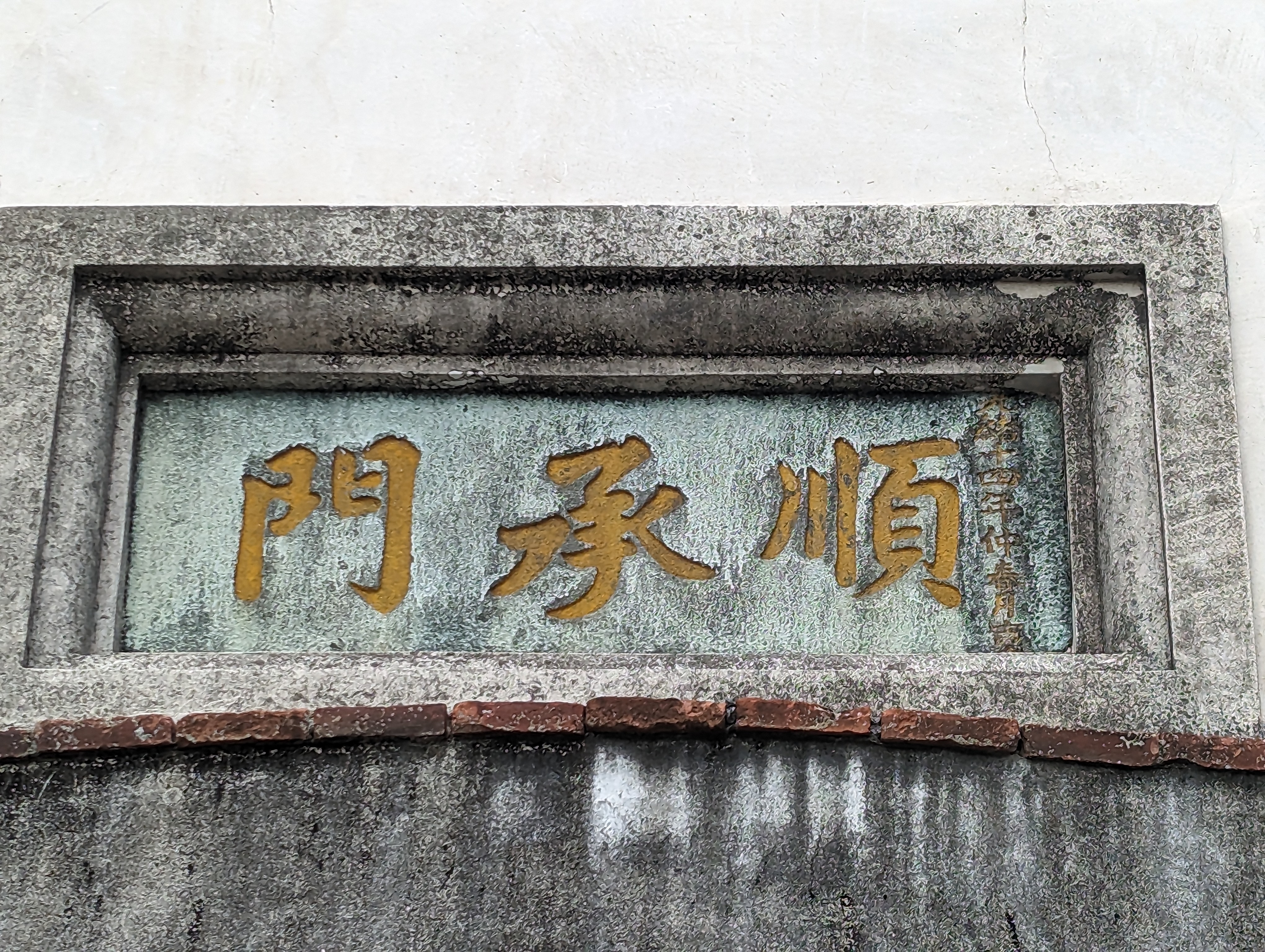
順承門北側題字：光緒十四年仲春月Ｘ。

由於澎湖多風，城牆不高，城樓多僅一層。城牆係以澎湖當地所產的火成岩砌牆身，上接咾咕石砌的城垛，兩者之間砌一皮尺磚做為裝飾。再以蠣殼灰抹在表面上做為保護之用。城垛雉堞長方形實心作法，與一般雉堞中間留設方孔做觀測與射口之用的形制有著極大的不同。

### 外觀
媽宮城現今除順承門外僅存大西門及部分西段城牆，但仍為目前城郭類別中保存規模較大者，而橫跨在金龍路上的順承門城樓是媽宮古城殘跡裡唯一保存的門樓建築，屋面為單脊歇山作法，出簷不深，簷口曲線平直，在角柱到翼角尖微微升起，造型相當平實且穩重。

## 盧碧颱風
2021年8月初，盧碧颱風外圍環流過境澎湖，挾帶驚人累積雨量，8月6日夜間，順承門邊坡不堪瞬間暴雨，擋土牆排水不及，邊坡凹陷坍塌。澎湖縣警方接獲消息，第一時間封鎖現場，並通報管理單位文化局處理。澎湖縣文化局表示，由於順承門所屬的「媽宮城垣段」為國定古蹟，必須呈報文化部文化資產管理局，才能進行後續整修工程。

## 圖輯

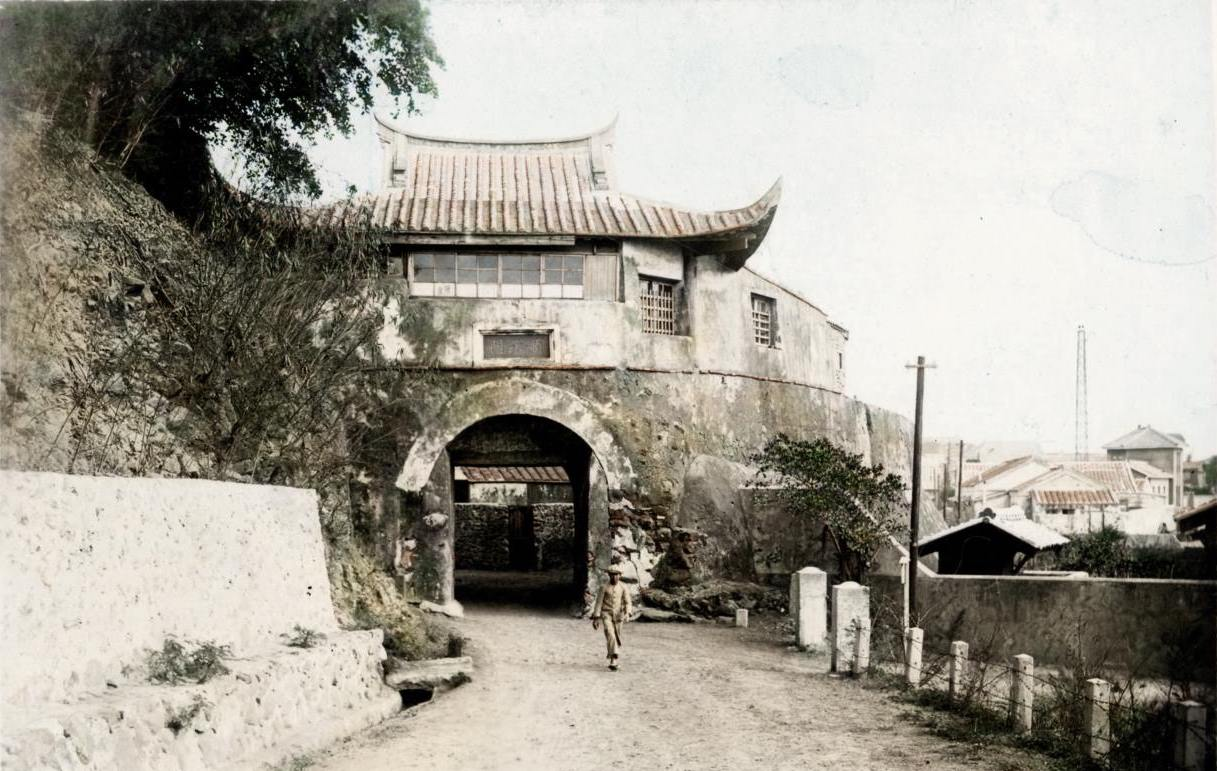
日治時期的順承門
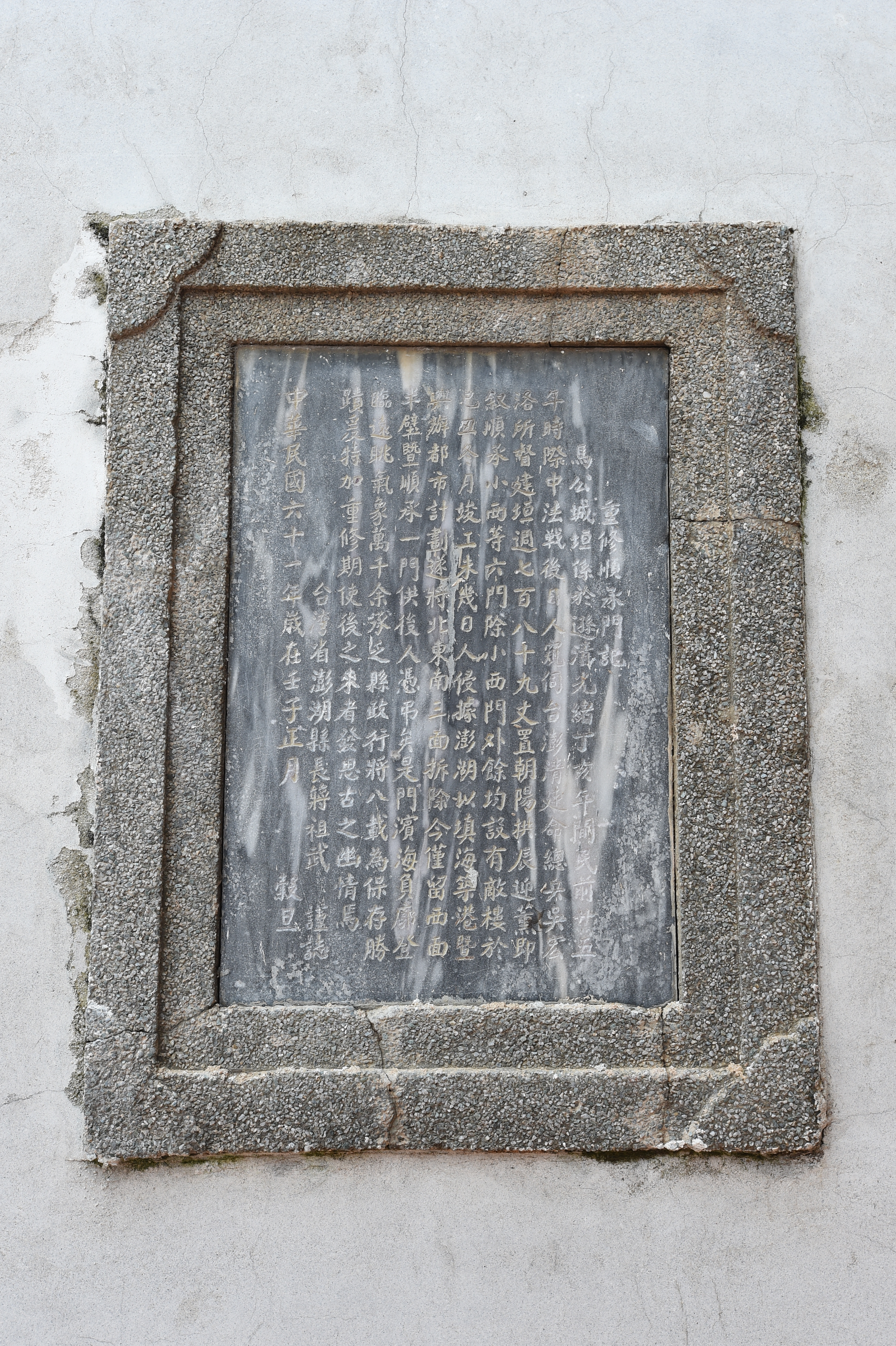
重修順承門記
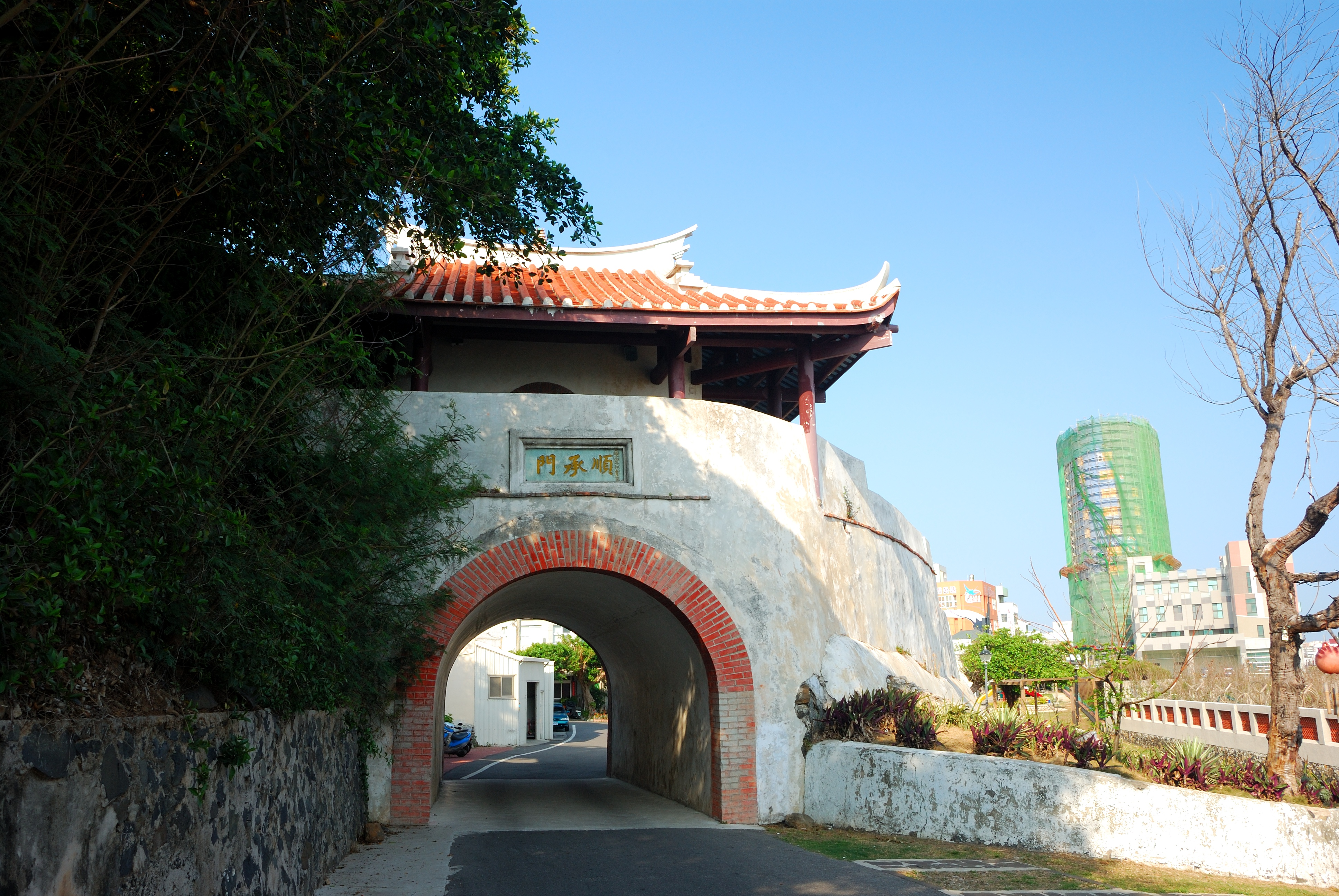
順承門（攝於2011年）
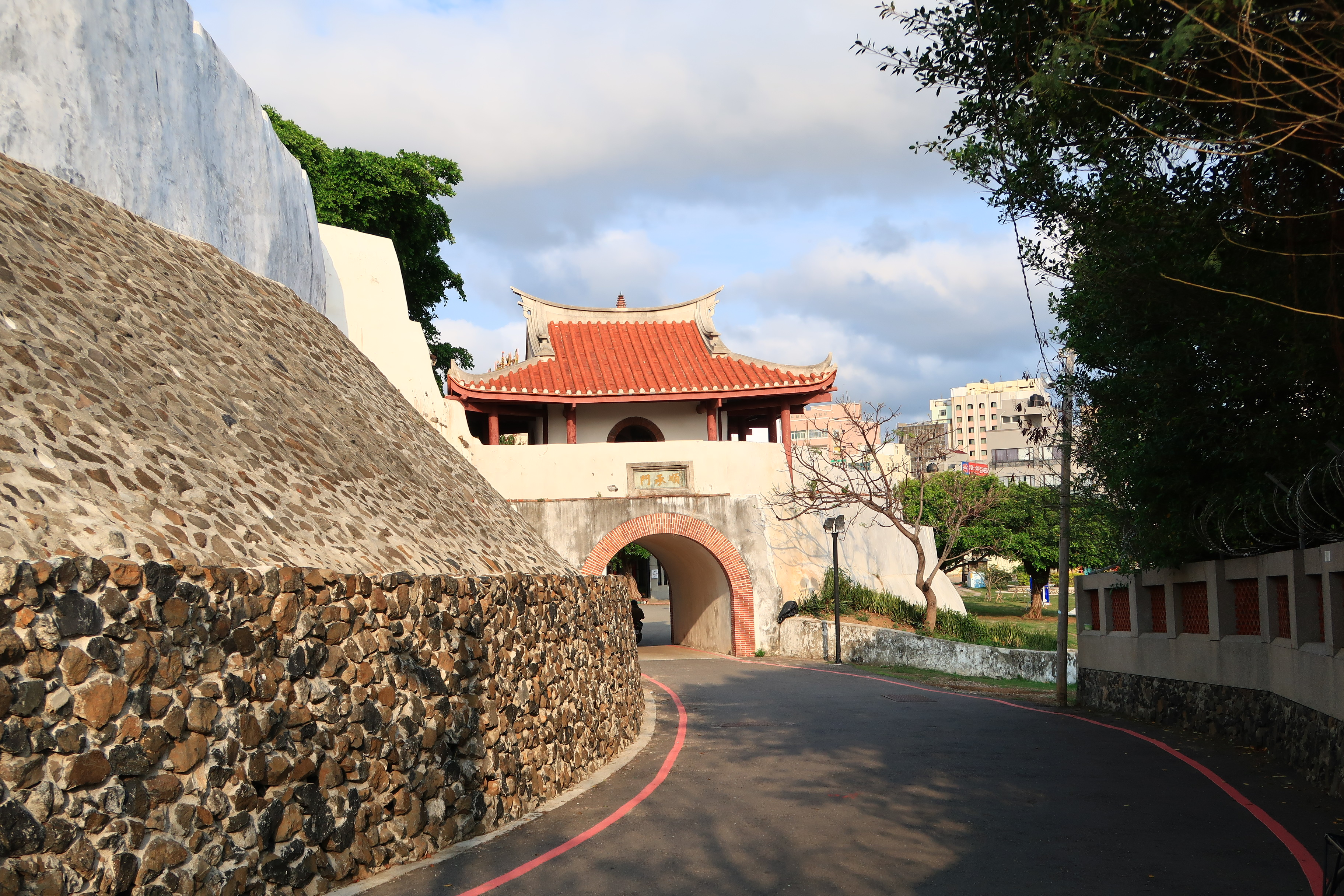
順承門邊坡（攝於2020年）
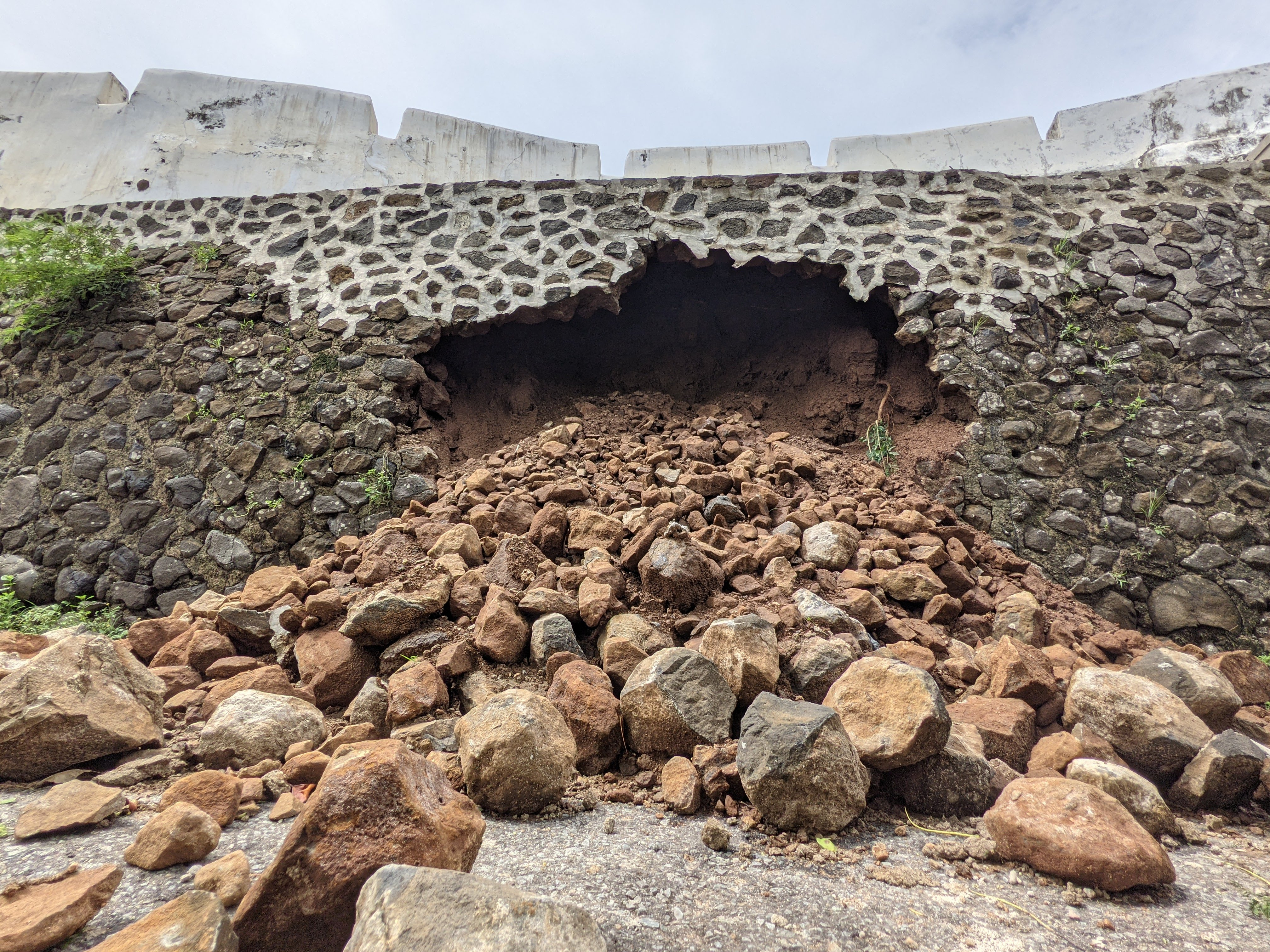
順承門（邊坡坍塌）
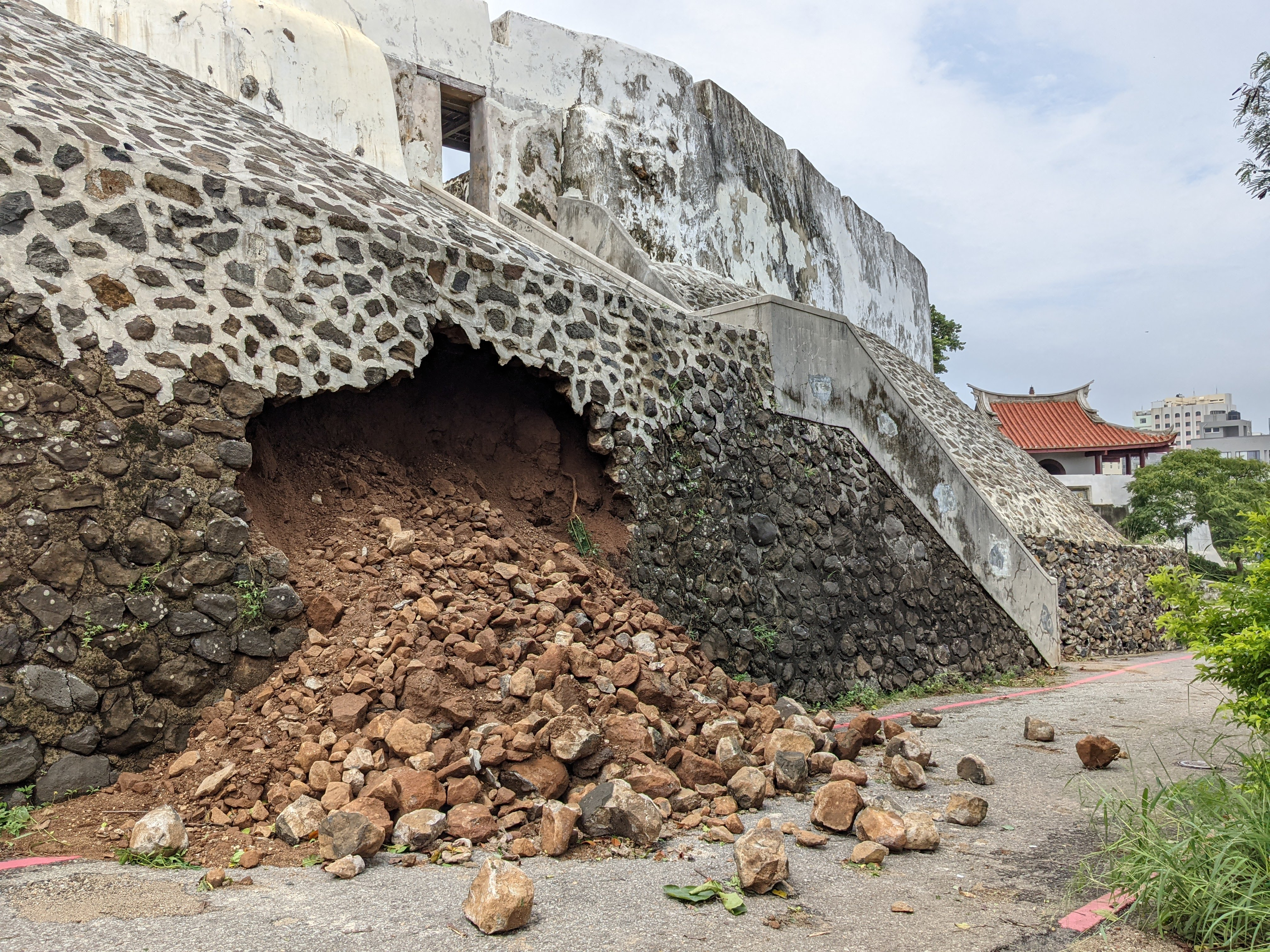
順承門（邊坡坍塌）